# جولة براند نيو آيز العالمية
جولة براند نيو آيز العالمية كانت عبارة عن سلسلة من الجولات الموسيقية التي قامت بها فرقة الروك الأمريكية بارامور، حيث قامت بجولة في أمريكا الشمالية وأوروبا وآسيا واليابان وأستراليا والمملكة المتحدة وأمريكا الجنوبية ونيوزيلندا ودول أخرى.

## الجولة
أعلنت فرقة بارامور عن جولتها الأمريكية لألبوم براند نيو آيز على موقعها الرسمي. في 29 سبتمبر 2009 (يوم إصدار الألبوم)، قُدم أول عرض للجولة في مسرح فوكس المكتظ في بومونا بكاليفورنيا. لكن فقدت هايلي ويليامز صوتها، وتم عزف الأغنيتين المتبقيتين في قائمة الأغاني على الآلات الموسيقية. أُجلت الجولة، رسميًا في 2 أكتوبر 2009، بسبب إصابة هايلي ويليامز بالتهاب الحنجرة. استؤنفت الجولة بالكامل في 10 أكتوبر 2009 في شيكاغو.
في 29 نوفمبر 2009، أعلنت الفرقة أيضًا أنها ستقوم بجولة أوروبية تبدأ في هلسنكي، فنلندا. في فبراير 2010، أقاموا حفلًا موسيقيًا في مهرجان الموسيقى بأستراليا، مع فرق عديدة، وذلك قبل انطلاق جولتهم في أستراليا. في الأسبوع الأول من مارس، أقاموا حفلين موسيقيين في نيوزيلندا. ستدعم فرقة بارامور غرين داي في جولتها. ستفتتح الفرقة حفلاتها في دبلن، أيرلندا (23 يونيو 2010) وباريس، فرنسا (26يونيو 2010). في يوليو وأغسطس وسبتمبر 2010، أعلنت الفرقة عن جولة مع حفلات هوندا سيفيك 2010. كما صرحوا أنه بعد جولتهم في أمريكا الجنوبية، ستأخذ الفرقة استراحة لكتابة ألبومهم القادم.